# اوردرایو (فیلم ۲۰۱۷)
اوردرایو یا فرا محرک (به انگلیسی: Overdrive) فیلمی فرانسوی در ژانر اکشن مهیج، به کارگردانی آنتونیو نگرت و نویسندگی مایکل برانت و درک هاس است. از بازیگران این فیلم می‌توان به اسکات ایستوود، آنا د آرماس، گایا ویس، کلیمنس شیک، کاریس و سیمون آبکاریان اشاره کرد.

## تولید
فیلمبرداری فیلم از تاریخ ۴ ژانویه ۲۰۱۶، در پاریس و مارسی آغاز شده‌است.

## داستان
داستان فیلم دربارهٔ دو برادر به نام‌های اندرو و گرت است که کار آن‌ها سرقت ماشین‌های گران‌قیمت است و تصمیم می‌گیرند برای اجرای نقشه جدیدشان به فرانسه بروند و چند ماشین خاص و لوکس را بدزدند.